# Мургаб (река)
Мурга́б (туркм. Murgap) — река в Афганистане и Туркменистане. Длина реки 978 км, площадь бассейна 46 900 км².

## Гидрография
Исток находится в Афганистане. Питание в основном снеговое. Средний расход воды у поселка Тагтабазар, что в 486 км от устья, около 52 м³/с. Средняя мутность воды 4500 г/м³.
Рядом с городом Мары в Мургаб вливается Каракумский канал. Далее река канализована, в неё также идёт слив коллекторов с оазиса Мары. Канал-коллектор идёт на северо-запад, где на границе Ахалского и Марыйского велаятов образует сеть озёр.
На реке расположены Ташкепринское, Казыклыбентское, Колхозбентское, Иолотанское, Гиндукушское и Сарыязинское водохранилища.

## Притоки
- Абикайсор
- Кашан
- Кушка
- Кайсор

## Населённые пункты
Мургап, Мары, Ёлётен, Байрамали, Баламургаб.
Городище Гонур-Депе.

## Хозяйственное значение
Орошение сельскохозяйственных земель. Ирригация в дельте Мургаба ведёт своё начало с глубокой древности. На реке расположены Мервский, Иолатанский и Пендинский оазисы.

## В культуре
Реку Муграб (Мурғоб) упоминает Алишер Навои в поэме Стена Искандара, утверждая целительность её вод.